# Phyllis (serie televisiva)
Phyllis è una serie televisiva statunitense in 48 episodi trasmessi per la prima volta dalla CBS nel corso di 2 stagioni dal 1975 al 1977. In Italia la serie è arrivata il 28 settembre 1981 su Canale 5. È il secondo spin-off della serie Mary Tyler Moore (il primo è Rhoda).
È una sitcom incentrata sulle vicende di Phyllis Lindstrom (che in Mary Tyler Moore era la padrona di casa di Mary Richards) che, insieme a sua figlia Bess Lindstrom, si sposta da Minneapolis a San Francisco, la sua città natale, dopo la morte del marito, il dottor Lars Lindstrom.

## Trama
Derivata dalla popolare serie Mary Tyler Moore, vede la padrona di casa di Mary Richards, Phyllis Lindstrom, tornare alla sua città natale di San Francisco con la sua giovane figlia Bess, a seguito della morte improvvisa (saputa, ma mai appurata) del marito di Phyllis, Lars. Phyllis intende rifarsi una nuova vita insieme a sua figlia e va a vivere con la sventata madre di Lars, Audrey, ed il suo secondo marito, il giudice  Jonathan Dexter. Allo stesso tempo, trova un nuovo lavoro come assistente di Julie Erskine, amministratrice delegata di uno studio fotografico.

## Personaggi e interpreti
- Phyllis Lindstrom (48 episodi, 1975-1977), interpretata da Cloris Leachman.
- Giudice Jonathan Dexter (48 episodi, 1975-1977), interpretato da Henry Jones.
- Audrey Dexter (48 episodi, 1975-1977), interpretata da Jane Rose.
- Dan Valenti (25 episodi, 1975-1977), interpretato da Carmine Caridi.
- Bess Lindstrom (24 episodi, 1975-1977), interpretata da Lisa Gerritsen.
- Leonard Marsh (24 episodi, 1976-1977), interpretato da John Lawlor.
- Harriet Hastings (24 episodi, 1976-1977), interpretata da Garn Stephens.
- Sally 'Mother' Dexter (23 episodi, 1975-1977), interpretata da Judith Lowry.
- Leo Heatherton (23 episodi, 1975-1976), interpretato da Richard Schaal.
- Julie Erskine (20 episodi, 1975-1976), interpretata da Liz Torres.

### Guest star
Tra le guest star: Larry Storch, Priscilla Pointer, Terry Kiser, Burt Mustin, David White, Scott Colomby, Jean Palmerton, Val Bisoglio, Marj Dusay, James Burrows, Jerry Fogel, Marla Adams, Jean Lebouvier, Walker Edmiston, Craig Hundley, Harry Gold, Steve Bonino, Peter Elbling, John Reilly, Maurice Marsac, Tim O'Connor, Daniel J. Travanti, Sarah Benoit, Jack Elam, Roger Bowen, Ken Sansom, Myron Natwick, Phillip Yankee, Shirley O'Hara.

## Episodi
| Stagione         | Episodi | Prima TV USA | Prima TV Italia |
| ---------------- | ------- | ------------ | --------------- |
| Prima stagione   | 24      | 1975-1976    | 1981            |
| Seconda stagione | 24      | 1976-1977    |                 |

## Produzione

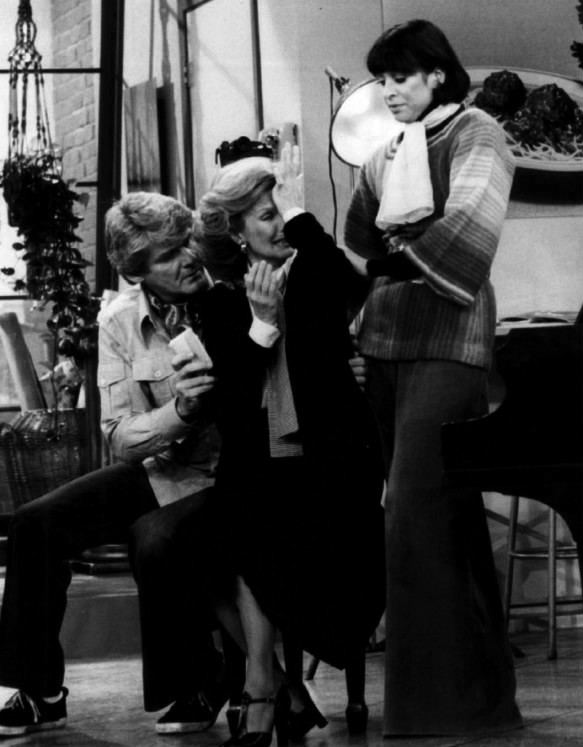
Richard Schaal, Cloris Leachman e Liz Torres.

La serie, ideata da Stan Daniels e Ed. Weinberger, fu prodotta da MTM Enterprises e girata nel CBS Studio Center a Studio City, Los Angeles, e a San Francisco, in California. Le musiche furono composte da Richard DeBenedictis.

### Registi
Tra i registi sono accreditati:
- James Burrows in 19 episodi (1975-1976)
- Doug Rogers in 7 episodi (1976-1977)
- Jay Sandrich in 6 episodi (1975-1976)
- Joan Darling in 4 episodi (1975-1976)
- Noam Pitlik in 4 episodi (1977)
- Harry Mastrogeorge in 2 episodi (1976-1977)
- Asaad Kelada in 2 episodi (1976)

### Sceneggiatori
Tra gli sceneggiatori sono accreditati:
- Glen Charles in 13 episodi (1975-1977)
- Les Charles in 13 episodi (1975-1977)
- Earl Pomerantz in 9 episodi (1975-1977)
- Stan Daniels in 4 episodi (1975-1976)
- Michael Leeson in 4 episodi (1975-1976)
- Ed. Weinberger in 4 episodi (1975-1976)
- Bob Ellison in 3 episodi (1975-1977)
- David Lloyd in 3 episodi (1975-1977)
- James L. Brooks in 2 episodi (1975)
- Allan Burns in 2 episodi (1975)
- Tom Tenowich in 2 episodi (1976-1977)
- Laurence Marks in 2 episodi (1977)

## Distribuzione
La serie fu trasmessa negli Stati Uniti dall'11 settembre 1975 al 13 marzo 1977 sulla rete televisiva CBS. In Italia è stata trasmessa su Canale 5 dal 28 settembre 1981 con il titolo Phyllis.
Alcune delle uscite internazionali sono state:
- Negli Stati Uniti l'11 settembre 1975 (Phyllis)
- Nel Regno Unito il 21 ottobre 1976
- In Italia (Phyllis) dal 28 settembre 1981